# Варбозеро
Варбозеро — озеро на территории Онежского района Архангельской области.

## Общие сведения
Площадь озера — 1,2 км². Располагается на высоте 181,0 метров над уровнем моря.
Форма озера лопастная, продолговатая: вытянуто с севера на юг. Берега каменисто-песчаные, местами заболоченные.
Из северной оконечности озера вытекает Варбручей, который втекает с левого берега в реку Нюхчу, впадающую в Онежскую губу Белого моря (Поморский берег).
Ближе к северной оконечности озера расположены четыре небольших безымянных острова.
Код объекта в государственном водном реестре — 02020001411102000009193.